# Rêve parisien
Rêve parisien est un poème de Charles Baudelaire publié dans la section Tableaux parisiens des Fleurs du mal. Il est dédié à Constantin Guys.

## Situation
C'est l'avant-dernier poème de la section ; amorçant sa conclusion, il marque également le passage de l'univers nocturne à l'univers diurne, qui sera complétée par le dernier poème, Le Crépuscule du matin, qui achèvera le cycle de la journée.

## Forme
Le poème est composé de deux parties de 13 quatrains et 2 quatrains d'octosyllabes respectivement. Les rimes sont alternées et elles respectent l'alternance entre rimes féminines et rimes masculines.

## Étude
Ce poème présente la vision d'un Paris rêvé. A la description de l'architecture d'un palais idyllique succède dans la deuxième partie la révélation que cette description relève d'un rêve du poète qui veut échapper à une réalité de misère et de soucis dans un taudis sordide. Comme le poème "Paysage" qui ouvre la section des Tableaux parisiens, ce poème illustre la puissance de l'imaginaire du poète et son désir d'évasion d'une réalité décevante. 

### Structure
Si le poème est séparé par Baudelaire en deux parties qui mettent donc dans une situation particulière les deux dernières strophes, on peut également noter une distinction similaire entre les deux premières strophes et la suite du poème. En effet, celles-ci introduisent la vision, lorsque la suite la décrira, avant la deuxième partie marquant sa fin. Par ailleurs, on peut parler de chiasme entre ces quatre strophes : « Ce matin » fait écho à « sonnait brutalement midi », et « le sommeil » à « en rouvrant mes yeux ». La vision est donc encadrée dans la réalité (et, paradoxalement, l'univers « infini » dans le monde fini), renvoyant dans une certaine mesure à l'idée de poème-tableau annoncée par la dédicace, le titre de la section, "Tableaux parisiens", et le lexique pictural employé (« l'image », « tableau », « peintre »).
Annoncée par la structure, cette nouvelle manifestation de l'univers antithétique baudelairien se manifeste par de nouveaux contrastes lexicaux : « Un silence d'éternité » et « Sonnait brutalement midi », « Vers les confins de l'univers » et « taudis », l'idée d'extériorisation du rêve et « rentrant dans mon âme », le champ lexical du mouvement et « triste monde engourdi », les tournures pronominales suggérant une action autonome des éléments du rêve (« se suspendaient », « s'épanchaient ») et « versait des ténèbres » (exprimant une passivité du monde), la neuvième strophe (mouvement ascendant, paradoxal pour de l'eau) et « versait des ténèbres » (mouvement descendant).

### Un univers éclatant
On note l'utilisation du champ lexical de la lumière. L'utilisation de l'octosyllabe permet d'ailleurs l'utilisation d'enjambements pour souligner la fluidité. L'assonance en "i" souligne la féerie accentuée par le champ lexical de la magie. Les hyperboles mettent en valeur l'ampleur. Les diérèses mettent en valeur « millions » exprimant l'envergure, et « diamant » soulignant la richesse.

### Un univers éternel
Le poète est fasciné devant un monde immuable (utilisation de l'imparfait, et « éternité »), 

### Un univers surnaturel
L'univers du rêve défie les lois de la nature ; au-delà du paradoxe des flux ascendants, on peut noter l'antithèse « océan dompté ». Plus généralement, la métaphore renvoyant à Babel annonce cette transgression des lois naturelles (et préfigure peut-être le châtiment divin du retour à la réalité, imitant celui réservé aux hommes pour la construction de la tour de Babel). Enfin, la nature est absente du poème, le champ lexical de la nature, bien que présent, est systématiquement nié pour être remplacé par l'inerte : minéral, métal et eau. Le poète démiurge trouve dans le rêve une manière de créer son Univers, et peut-être une échappatoire temporaire au spleen.